# Joey Castillo

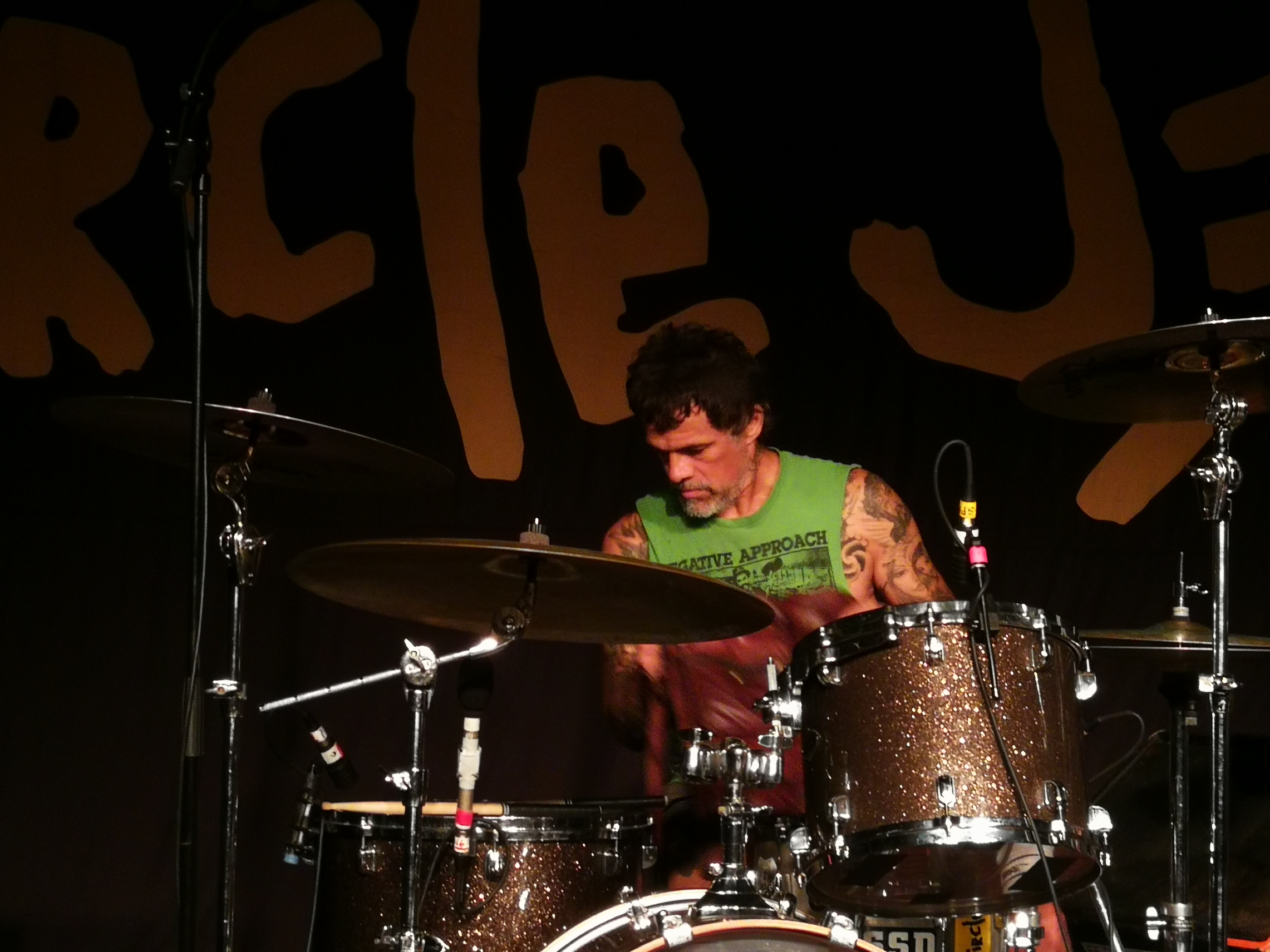
Joey Castillo (2024)

Joseph William „Joey“ Castillo (* 30. März 1966 in Gardena, Kalifornien) ist ein US-amerikanischer Schlagzeuger.

## Leben

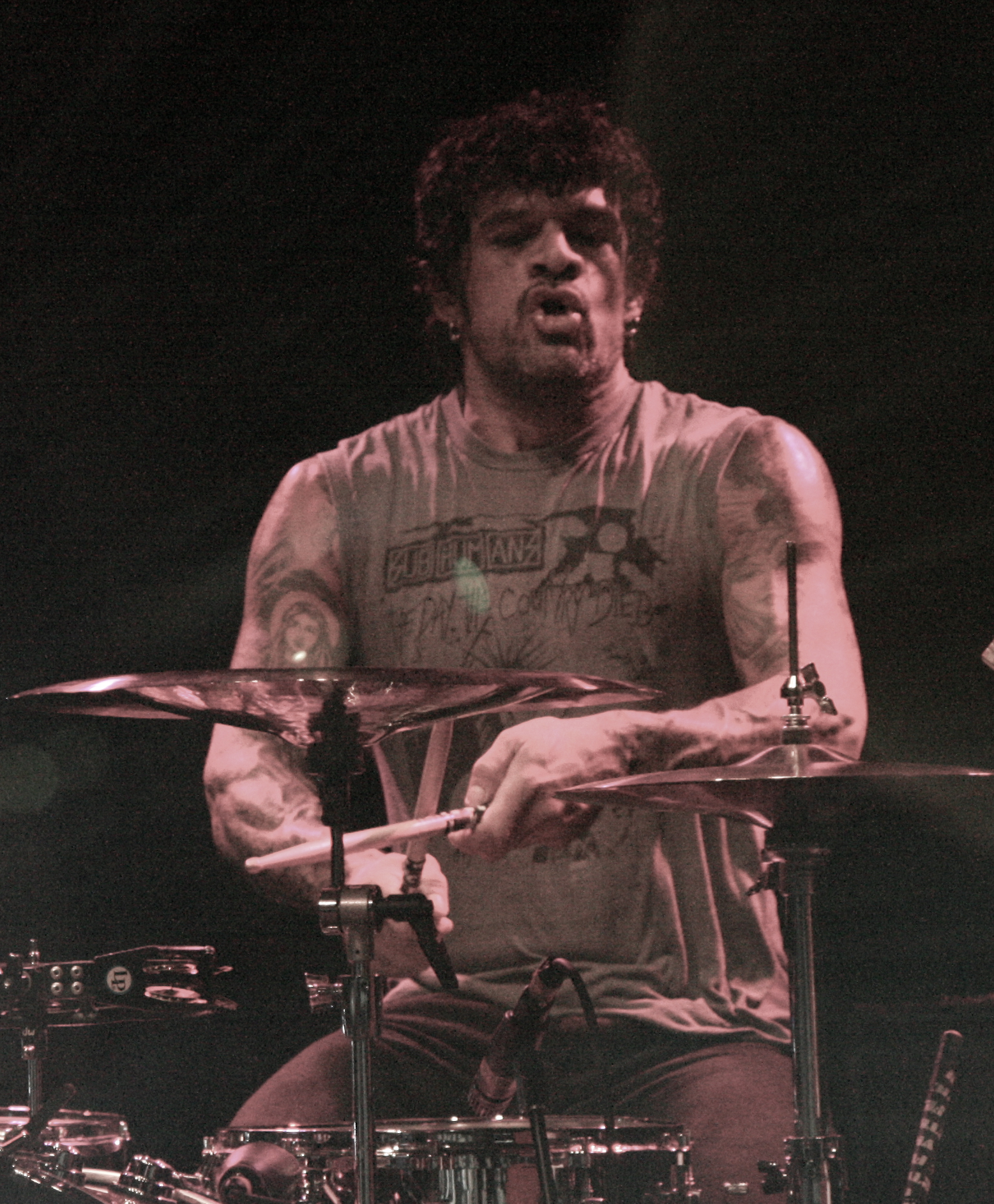
Joey Castillo (2009)

Joey Castillo begann im Alter von 15 Jahren, als ihm seine Großmutter ein Drum-Set schenkte, Schlagzeug zu spielen. Er wurde von Musikern und Bands wie Al Green, Led Zeppelin, Rolling Stones oder Black Flag inspiriert. Seine berufliche Laufbahn begann er 1984 als Drummer bei der Los Angeles Punk-Band WASTED YOUTH. Nach der Einspielung zweier Alben und einigen Tourneen, gründete er die Band Chronic Halitosis, die Punk-Cover-Versionen der Misfits und Black Flags spielte. 1994 wurde Castillo Mitglied der Band Danzig und gehörte zur Besetzung der Band Zilch, einem Projekt des japanischen Gitarristen Hideto Matsumoto. 2002 wechselte Joey Castillo zu Queens of the Stone Age, wo er nach mehreren Wechseln der Schlagzeuger, darunter zuletzt auch Dave Grohl, zum dauerhaften Mitglied der Band wurde, ehe Grohl Ende 2012 seine Position wieder übernahm. Neben den Queens of the Stone Age ist Joey Castillo auch immer wieder bei Auftritten bei Eagles of Death Metal, einem Nebenprojekt der Band, zu sehen. Als Studiomusiker spielte er auch auf Mark Lanegans Album „Bubblegum“ Schlagzeug. Er ist auch als Schlagzeuger für Bl'ast aktiv, eine kalifornische Hardcoreband, in der auch Bassist Nick Oliveri mitwirkt. Seit 2021 spielt er bei den Circle Jerks.

## Diskografie
| Interpret               | Song oder Album                      | Jahr |
| ----------------------- | ------------------------------------ | ---- |
| Wasted Youth            | Get Out of My Yard!                  | 1986 |
| Wasted Youth            | Black Daze                           | 1988 |
| Sugartooth              | Sugartooth                           | 1994 |
| Danzig                  | Blackacidevil                        | 1996 |
| Sugartooth              | The Sounds of Solid                  | 1997 |
| Zilch                   | 3.2.1.                               | 1998 |
| Zilch                   | Bastard Eyes                         | 1999 |
| Danzig                  | 6:66 Satan’s Child                   | 1999 |
| Zilch                   | Skyjin                               | 2001 |
| Youjenn                 | Hey Clerks                           | 2001 |
| Danzig                  | Live on the Black Hand Side          | 2001 |
| Son of Sam              | Songs From The Earth                 | 2001 |
| Danzig                  | I Luciferi                           | 2002 |
| Desert Sessions         | The Desert Sessions, volumes 9 & 10  | 2003 |
| Mark Lanegan Band       | Bubblegum                            | 2004 |
| Queens of the Stone Age | Stone Age Complication               | 2004 |
| Queens of the Stone Age | Lullabies to Paralyze                | 2005 |
| Queens of the Stone Age | Over the Years and Through the Woods | 2005 |
| Eagles of Death Metal   | Death by Sexy                        | 2006 |
| Danzig                  | The Lost Tracks of Danzig            | 2007 |
| Queens of the Stone Age | Era Vulgaris                         | 2007 |
| Eagles of Death Metal   | Heart On                             | 2008 |
| Hello=Fire              | Hello=Fire                           | 2009 |
| Queens of the Stone Age | …Like Clockwork                      | 2013 |